# 15e cérémonie des Grammy Awards
 (avril 2025).
Si vous disposez d'ouvrages ou d'articles de référence ou si vous connaissez des sites web de qualité traitant du thème abordé ici, merci de compléter l'article en donnant les références utiles à sa vérifiabilité et en les liant à la section « Notes et références ».
La 15e cérémonie des Grammy Awards s'est déroulée le 3 mars 1973 au Tennessee Theater à Nashville dans le Tennessee.
CBS succède à ABC en tant que diffuseur officiel de la cérémonie.
Liste des Grammy Awards pour l'année 1973.

Liste incomplète
- Album de l'année
  - Phil Spector (producteur), George Harrison (producteur & artiste), Eric Clapton, Bob Dylan, Billy Preston, Leon Russell, Ravi Shankar, Ringo Starr et Klaus Voormann pour Concert for Bangladesh

- Enregistrement de l'année
  - Joel Dorn (producteur) et Roberta Flack pour The First Time Ever I Saw Your Face interpréter par Roberta Flack

- Meilleur nouvel artiste
  - America

- Chanson de l'année
  - Ewan MacColl pour The First Time Ever I Saw Your Face interprété par Roberta Flack